# Parlamentní volby v Polsku 1989
Parlamentní volby v Polsku v roce 1989 byly uspořádány na základě politických dohod z dubna téhož roku, známých jako Polský kulatý stůl, mezi vládnoucím polským komunistickým režimem a zástupci opozičního hnutí Solidarita. Volby se konaly ve dvou kolech 4. června a 18. června 1989. Obsazována byla jedna třetina Sejmu (35 %, 161 mandátů). Ze zbylých 65 % (299 mandátů) bylo 35 mandátů určeno pro celostátní stranické kandidátky, kterých se Solidarita neúčastnila a zbytek 264 mandátů byl určen pouze pro kandidáty vládnoucí komunistické strany a její politické partnery stran Vlastenecké fronty, aby byla i po volbách stále zajištěna převaha dosavadního režimu. Nově probíhaly volby také do všech 100 mandátů obnoveného Senátu. Obnovení politicky slabého, ale svobodně voleného Senátu byl politickým ústupkem opozici, který měl symbolicky kompenzovat možnost soupeřit jen o třetinu Sejmu. O těchto volbách se proto někdy hovoří jako částečně svobodných. Jednalo se o první volby s faktickou účastí opozice ve Východním bloku.
Volby skončily drtivým vítězstvím Solidarity, která získala všechny uvolněné mandáty v Sejmu a 99 % všech mandátů v Senátu.
Na základě předchozích dubnových dohod byl do obnoveného úřadu prezidenta (se zkráceným mandátem) nově zvoleným parlamentem 19. července 1989 zvolen, s většinou jediného hlasu, Wojciech Jaruzelski, dosavadní komunistický generál, první tajemník vládnoucí PSDS a předseda Státní rady (fakticky hlava státu). Jaruzelski následně předsedou vlády jmenoval komunistického politika generála Czesława Kiszczaka, do jehož vlády zástupci Solidarity nevstoupili. Po neúspěšném pokusu o vytvoření vlády a jeho rezignaci prezident jmenoval premiérem zástupce opoziční Solidarity Tadeusze Mazowieckého, který se stal prvním nekomunistickým premiérem ve Východním bloku. V jeho vládě tvořili polovinu zástupci Solidarity a polovinu zastupci stran dosavadního komunistického režimu, kteří obsadili všechny silové rezorty (včetně samotného Kiszczaka).
Mazowieckého vláda započala hospodářské reformy. V prosinci na samém konci roku 1989 přijal parlament novelu polské ústavy, která změnila název státu, odstranila vedoucí úlohu PSDS, navrátila tradiční státní symboly, zrovnoprávnila formy vlastnictví a garantovala svobodné podnikání.
V listopadu následujícího roku se konaly přímé prezidentské volby, ve kterých vyhrál kandidát Solidarity Lech Wałęsa. Plně svobodné parlamentní volby se konaly v říjnu 1991. 

## Výsledky
V prvním kole voleb, které se konalo 4. června byla volební účast 62,7%. V druhém kole, které proběhlo 18. června pak byla účast pouze 25%.

### Sejm

Mapa počtu mandátů ve volebních obvodech do Sejmu:
5 mandátů
4 mandáty
3 mandáty
2 mandáty

Ve dvoukolových volbách do Sejmu bylo metodou absolutní většiny obsazováno 460 mandátů ve vícemandátových obvodech (2 až 5 mandátů na obvod).  Kandidáti opoziční Solidarity (oficiálně jako nezávislí) získali všech 161 soutěžených mandátů, které byly otevřené pro nezávislé kandidáty (160 již v prvním kole a zbylý mandát v kole druhém). V každém volebním obvodu byl zaručen minimálně jeden volně soutěžený mandát. Dalších 35 mandátů bylo určeno pro stranické kandidátky v celostátním obvodu. Té se Solidarita odmítla účastnit, takže tyto mandáty získali pouze kandidáti stran Vlastenecké fronty. Zbytek 264 mandátů byl vyčleněn pro strany vládnoucího režimu (Vlastenecké fronty). Při hlasování o mandátech, které byly vyhrazeny pro kandidáty Vlastenecké fronty, pak mnoho voličů vybíralo ty zástupce vládnoucího režimu, kteří souhlasili s reformami.
|                  |                                   |                             |                                   |                   |                   |                   |                   |                     |                     |                     |                     |                      |                      |                      |                      |                  |  |
| Strana (koalice) | Strana (koalice)                  | Strana (koalice)            | Strana (koalice)                  | Soutěžené mandáty | Soutěžené mandáty | Soutěžené mandáty | Soutěžené mandáty | Nesoutěžené mandáty | Nesoutěžené mandáty | Nesoutěžené mandáty | Nesoutěžené mandáty | Stranické kandidátky | Stranické kandidátky | Stranické kandidátky | Stranické kandidátky | Mandáty (celkem) |  |
| Strana (koalice) | Strana (koalice)                  | Strana (koalice)            | Strana (koalice)                  | Hlasy             | %                 | Mandáty (1. kolo) | Mandáty (2. kolo) | Hlasy               | %                   | Mandáty (1. kolo)   | Mandáty (2. kolo)   | Hlasy                | %                    | Mandáty (1. kolo)    | Mandáty (2. kolo)    | Mandáty (celkem) |  |
|                  | Vlastenecká fronta národní obnovy |                             | Polská sjednocená dělnická strana | —                 | —                 | —                 | —                 | 22 734 348          | 59,26               | 1                   | 155                 | 132 845 385          | 47,19                | 1                    | 16                   | 173              |  |
|                  | Vlastenecká fronta národní obnovy | Spojená lidová strana       | —                                 | —                 | —                 | —                 | 8 865 102         | 23,11               | 2                   | 65                  | 74 921 230          | 26,62                | 1                    | 8                    | 76                   |                  |  |
|                  | Vlastenecká fronta národní obnovy | Demokratická strana         | —                                 | —                 | —                 | —                 | 3 961 124         | 10,32               | 0                   | 24                  | 24 814 903          | 8,82                 | 0                    | 3                    | 27                   |                  |  |
|                  | Vlastenecká fronta národní obnovy | Sdružení PAX                | —                                 | —                 | —                 | —                 | 1 216 681         | 3,17                | 0                   | 7                   | 24 269 761          | 8,62                 | 0                    | 3                    | 10                   |                  |  |
|                  | Vlastenecká fronta národní obnovy | Křesťaňsko-sociální unie    | —                                 | —                 | —                 | —                 | 907 901           | 2,37                | 0                   | 6                   | 16 601 896          | 5,9                  | 0                    | 2                    | 8                    |                  |  |
|                  | Vlastenecká fronta národní obnovy | Katolická-sociální sdružení | —                                 | —                 | —                 | —                 | 681 199           | 1,78                | 0                   | 4                   | 8 029 911           | 2,85                 | 0                    | 1                    | 5                    |                  |  |
|                  | Vlastenecká fronta národní obnovy | Nestraníci (formálně)       | 6 591 014                         | 28,71             | 0                 | 0                 | —                 | —                   | —                   | —                   | —                   | —                    | —                    | —                    | 0                    |                  |  |
|                  | Solidarita                        |                             | Nestraníci (formálně)             | 16 369 237        | 71,29             | 160               | 1                 | —                   | —                   | —                   | —                   | —                    | —                    | —                    | —                    | 161              |  |
| Celkem           | Celkem                            | Celkem                      | Celkem                            | 21 596 674        | 100               | 160               | 1                 | 38 366 355          | 100                 | 3                   | 261                 | 281 483 086          | 100                  | 2                    | 33                   | 460              |  |

### Senát
Ve dvoukolových senátních volbách se soupeřilo o 100 mandátů, volených metodou absolutní většiny ve dvoumandátových volebních obvodech, kterými bylo 49 tehdejších vojvodství (ve Varšavě a Katovicích se volily tři senátoři).  Nedošlo-li v prvním kole k obsazení všech mandátů, následovalo druhé kolo, ve kterém se utkali dva nejúspěšnější kandidáti z kola prvního (na počet hlasů). Kandidáti opoziční Solidarity zvítězili ve všech volebních obvodech, kromě Piłského vojvodství, kde uspěl nezávislý kandidát Vlastenecké fronty. Registrace kandidáta byla podmíněna předložením minimálně 3000 podpisů voličů v daném volebním obvodě.
| Senát podle stran |                                   |                                   |                                   |            |         |         |           |         |         |                  |
| Subjekt           | Subjekt                           | Subjekt                           | Subjekt                           | 1. kolo    | 1. kolo | 1. kolo | 2. kolo   | 2. kolo | 2. kolo | Mandáty (celkem) |
| Subjekt           | Subjekt                           | Subjekt                           | Subjekt                           | Hlasy      | %       | Mandáty | Hlasy     | %       | Mandáty | Mandáty (celkem) |
|                   | Solidarita                        | Solidarita                        | Solidarita                        | 20 755 312 | 71,28   | 92      | 959 927   | 61,19   | 7       | 99               |
|                   | Vlastenecká fronta národní obnovy | Vlastenecká fronta národní obnovy | Vlastenecká fronta národní obnovy | 8 364 055  | 28,72   | 0       | 608 946   | 38,81   | 1       | 1                |
| Celkem            | Celkem                            | Celkem                            | Celkem                            | 29 119 367 | 100     | 92      | 1 568 873 | 100     | 8       | 100              |